# Ruta 204 (Costa Rica)
La Ruta 204, oficialmente Ruta Nacional Secundaria 204, es una ruta nacional de Costa Rica ubicada en la provincia de San José.

## Descripción
En la provincia de San José, la ruta atraviesa el cantón de San José (los distritos de Catedral, Zapote, San Francisco de Dos Ríos).